# La isla bonita
"La Isla Bonita" é uma canção da cantora e compositora estadunidense Madonna, contida em seu terceiro álbum de estúdio True Blue (1986). Antes de ser gravada por Madonna, uma versão instrumental e provisória da canção havia sido apresentada a Michael Jackson, que a rejeitou. A canção é notória, entre outros aspectos, por ser a primeira gravação da cantora com influências de música latina, contendo arranjos de instrumentos caribenhos (violão, maracas e harmônica) e partes da letra em língua espanhola. A Sire Records lançou o lançou como o último single do álbum em 25 de fevereiro de 1987.
Ao ser lançada comercialmente, "La Isla Bonita" recebeu avaliações positivas pela crítica especializada, além de tornar-se um sucesso internacional de Madonna, alcançado a primeira colocação em diversas paradas musicais ao redor do globo. No Reino Unido, tornou-se o 4º single de Madonna a emplacar em primeiro lugar, acarretando-lhe o recorde de maior número de singles por uma artista feminina no país. A faixa também liderou as paradas na Áustria, Canadá, França, Alemanha, Islândia e Suíça, alcançando os cinco primeiros na Bélgica, Irlanda, Holanda, Nova Zelândia, Noruega, Suécia e nos Estados Unidos, onde alcançou o quarto lugar na Billboard Hot 100.
O videoclipe, também de grande popularidade, é um dos destaques da carreira de Madonna no final da década de 1980. No vídeo, a cantora interpreta duas personagens - uma religiosa jovem católica e uma elegante dançarina latina. O figurino e cenário latina tornaram-se também ícones da carreira da cantora. A canção é constantemente performada por Madonna em produções ao vivo, tendo sido incluída em seis de suas turnês mundiais sendo a mais recente na Madame X Tour. Em suas performances públicas, Madonna costuma optar pela versão em ritmo latino, como na versão original de estúdio. "La Isla Bonita" têm sido regravada por diversos artistas, incluindo Byanka (México), Elvy Sukaesih (Indonésia) e Alizée (França).

## Antecedentes

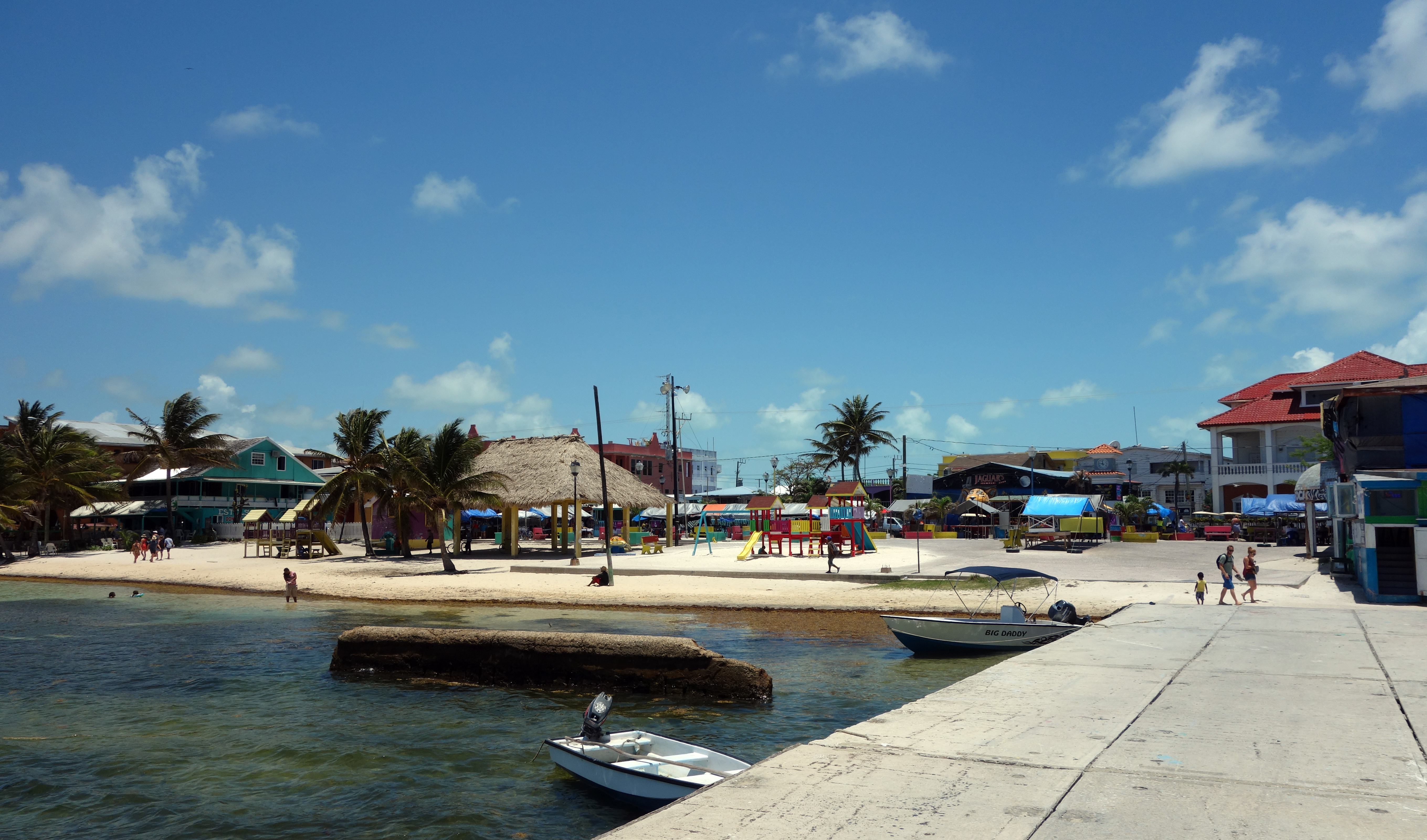
O vilarejo de San Pedro, no Belize, é tido como inspiração para a canção.

"La Isla Bonita" foi escrita por Madonna, Patrick Leonard e Bruce Gaitsch. A canção foi oferecida a Michael Jackson para o álbum Bad, que rejeitou-a. Enquanto trabalhava com Leonard na produção de True Blue, Madonna decidiu gravá-la e complementou com a letra. Madonna aceitou a faixa e escreveu a letra e a melodia. "La Isla Bonita" foi a primeira música da Madonna a empregar conteúdo espanhol, chegando a incluir letras em língua espanhola. Segundo ela, "Em quase tudo o que faço com [Patrick Leonard], se houver tempo, existe um ritmo ou sentimento latino. É realmente estranho [...] Nós dois pensamos que éramos latinos em outra vida. Ela explicou ainda:

Eu amo música espanhola. Eu amo esse grupo Gipsy Kings. Eles são tão bons. E eu amo cantar espanhol. Sou muito influenciado pela música espanhola. Quando morei em Nova Iorque por tantos anos, ouvia constantemente salsa e merengue. Quero dizer, essas coisas tocavam constantemente o rádio de todos na rua.

Alguns fãs interpretaram a cidade de San Pedro, na ilha de Ambergris Caye, Belize, como o San Pedro mencionado na música. No entanto, Madonna esclareceu para a Rolling Stone: "Eu não sei onde fica San Pedro. Naquele momento, eu não era uma pessoa que passava férias em belas ilhas. Talvez eu estivesse a caminho do estúdio e vi uma rampa de saída para San Pedro". Ela descreveu a música como sua homenagem à "beleza e mistério do povo latino-americano".

## Composição
"La Isla Bonita" é uma canção pop com temática forte latina. É um dos trabalhos mais característicos dentre as diversas colaborações de Madonna e Patrick Leonard. O single mescla sonoridade de diferentes instrumentos como a percussão cubana e as cordas espanholas, além de maracas e harmônicas, variando de batidas sintetizas à percussão real. A canção foi composta em Dó♯m e em tempo comum, como a grande maioria das canções pop, variando de uma de 95 bpm. A faixa têm início com uma pequena introdução de bongôs cubanos, pelo brasileiro Paulinho da Costa, antes de um pequeno solo de violão. No refrão principal, Madonna varia na escala de G♯3 a C♯5. Após a segunda passada do refrão e um interlúdio de violão, a voz da cantora expande para F#m.
A canção, cujo título traduz-se por "A Ilha Bonita", possui quatro versos em espanhol, uma temática abordada posteriormente por Madonna em "Who's That Girl", lançada em 1987. Na letra, o eu lírico é um turista que deseja "that the days would last/que os dias durem muito", quando na verdade "they went so fast/passaram rápido demais", separando-o do povo latino ("you can watch them go by/você pode vê-los partir"). Em seu livro Women and popular music, a autora Sheila Whiteley afirmou que o refrão da canção enfatiza no presente encantatório e fantasioso. A canção também possui um tom suplicante nos versos que precedem ao refrão principal.
O título e o primeiro verso da canção traçam referência uma ilha chamada 'San Pedro', interpretada por alguns críticos como a ilha Ambergris Caye, em Belize. Contudo, Gaitsch já mencionou que à época Madonna e Sean Penn estariam viajando por uma localidade estadunidense de mesmo nome, além de serem amigos de um poeta chamado 'San Pedro'. A própria cantora nunca afirmou o significado da canção ou sua inspiração, limitando-se a descrevê-la como uma homenagem ao povo latino. Em 2014, enquanto produzia seu décimo-terceiro álbum de estúdio, Rebel Heart, Madonna regravou a canção em dubplate para seu projeto colaborativo com Major Lazer.

## Análise da crítica

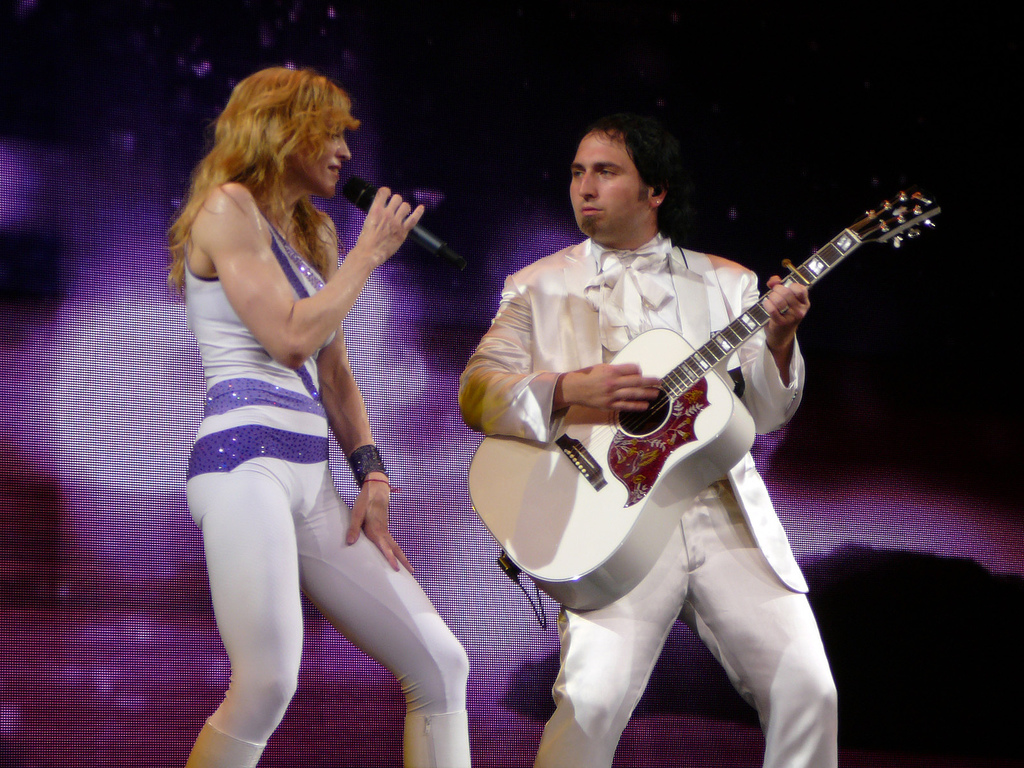
Madonna performando "La Isla Bonita" no Madison Square Garden durante sua Confessions Tour, em junho de 2006.

Em uma resenha do álbum The Immaculate Collection, David Browne do Entertainment Weekly, comparou a música com a maneira de se movimentar de Carmen Miranda na MTV. Enquanto isso, Sal Cinquemani, da Slant Magazine, em uma opinião sobre o álbum True Blue, disse que era um dos melhores, mais influentes e atemporais entre as músicas de Madonna. O escritor Maury Dean elogiou-a em seu livro Rock 'n' Roll Gold Rush: "Madonna canta uma canção de ninar espanhola. O romance floresce entre as folhas de palmeira aconchegantes, as músicas mais difíceis fazem a maioria dos homens encolher os ombros". Rikky Rooksby, autor de The Complete Guide to the Music of Madonna, considerou que tinha "um ar escapista". Em Public Women, Public Words, Dawn Keetley a classificou como uma das músicas que melhor capturam as emoções de Madonna. William McKeen a descreveu como "quieta" e disse que "com o estilo imaginativo de Up on the Roof escapa do barulho da cidade, esse tipo de doce com sabor latino que Blondie nunca poderia resistir". Jude Rogers, do The Guardian, disse que foi "um sucesso que brilha intensamente com o verão, que inclui os primeiros violões da era das Baleares e algumas piscadelas deliciosas no mercado pop latino". Ken Barnes da Creem escreveu que, enquanto ele não fosse "Open Your Heart", sua "cadência reflexiva transcendeu os clichês latino-americanos com qualidade".
Paul Schrodt, da Slant Magazine, mencionou que mencionou que "o arranjo astuciosamente complexo de Leonard — guitarra espanhola, congas [e] maracas" deu ao dinamismo musical de Madonna que finalmente apagou a crença, com base em seus inícios musicais, que ela era uma pop-tart artificial de boate. Carlos del Amo, da agência de notícias espanhola EFE, considerou uma das melhores músicas de Madonna. Louis Virtel, de NewNowNextEle escreveu: "Um dos temas mais atemporais de Madonna é, sem dúvida, "La Isla Bonita", uma memória suave e sonhadora do utópico San Pedro. Como [canção de] romance, é tocante e, como reflexo pessoal, é lindo". Chuck Arnold da Entertainment Weekly incluiu-o em 19º lugar da lista de melhores singles, e chamou -o "sem dúvida, uma das mais belas canções que Madonna tem feito." Ele acrescentou que, explorando o pop latino muito antes de se tornar moda, "inspirou tudo, desde o seu próprio "Who's That Girl" até "Alejandro" de Lady Gaga». Jon Pareles do New York Times a considerou uma das canções de amor "mais amigáveis" de Madonna, e Don McLeese, do Chicago Sun-Times, achou que era a melhor e mais memorável do álbum.
O jornal digital Hoy Bolivia opinou que "Madonna poderia ser considerada a primeira diva pop a ousar fazer crossover , ou pelo menos o fez timidamente em 'La Isla Bonita', um dos temas espanhóis mais lembrados dos últimos tempos". Por sua parte, Sal Cinquemani, da revista Slant, a chamou de "um clássico". Joey Guerra do Houston Chronicle, em uma revisão da turnê Sticky & Sweet Tour, disse que era uma autêntica música retro, e Marty Racine, do mesmo jornal, disse que foi o destaque do álbum. Los Angeles Daily News, em um artigo sobre o estilo musical de Madonna, disse que "La Isla Bonita" era uma canção que "acolhe". Em março de 2008, Sebas E. Alonso de Jenesaispop incluiu-o na posição 24 de sua lista das quarenta melhores músicas da artista e comentou: "Embora não saibamos em que contexto colocar uma frase como "La Isla Bonita", a melodia do refrão é uma das mais belas que Madonna já cantou". Dez anos depois, o mesmo autor voltou a incluí-lo na sexta posição dos 60 melhores do artista, em comemoração aos seus 60 anos; a esse respeito, ele declarou que era "um monstruoso 'dorminhoco' no qual brilha um belo refrão, uma ponte celestial e uma interpretação calorosa, calma como uma soneca confortável". Em comemoração aos 60 anos de Madonna, Joe Morgan, do site Gay Star News, a colocou no 35º lugar de suas 60 melhores músicas, chamando-a de "divertida". Steve Morse do The Boston Globe, por sua vez, chamou uma das mais "bonitas" de Madonna.
Bianca Gracie, da Billboard, classificou-a no décimo quarto lugar das 100 melhores músicas da artista e declarou que era uma das mais românticas de seu catálogo. Ele acrescentou: "Este single do True Blue combina maracas, congas e violão espanhol que o transporta imediatamente para a paradisíaca ilha fictícia. Mas a melhor parte de "A bela ilha" é a voz madura e exuberante de Madonna, que foi uma partida impressionante da "voz do hélio" que ficou famosa em "Like a Virgin" e "Lucky Star". Will Lavin, do site Joe,a incluiu no terceiro lugar entre suas dez melhores músicas; Ele declarou que era "realmente bom" e que "demonstrou outra parte de seu repertório diversificado e deixou claro que era mais do que apenas uma cantora pop". No portal Medium, Richard LeBeau escreveu que "sua incorporação de letras em espanhol e vários instrumentos (incluindo guitarras e baterias cubanas) fazem desta uma das músicas mais únicas e memoráveis de seu catálogo". A revista Queerty a chamou de "uma das jóias mais brilhantes de sua carreira inicial" Guillermo Alonso, da edição espanhola da Vanity Fair, o destacou como o vigésimo quarto melhor single da cantora e comentou: "O que Esta música deixou como um testamento é uma das bases mais reconhecíveis dos anos oitenta. [...] E o marco de descrever a paixão de um lugar como nenhum outro tópico".

## Videoclipe

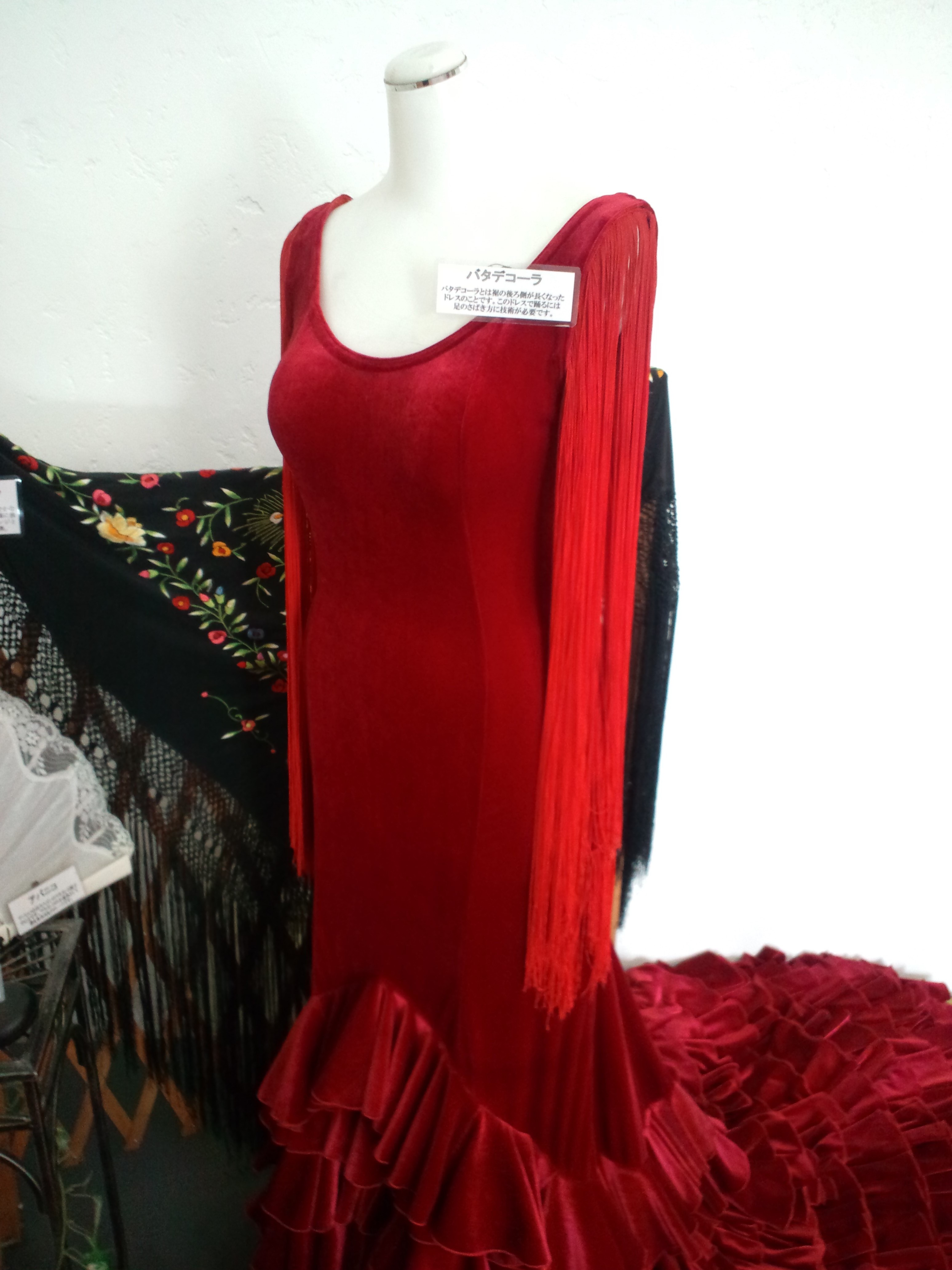
O videoclipe ganhou notoriedade pelo figurino de Madonna, que faz uso de um vestido típico de flamenco, como o da foto.

O videoclipe de "La Isla Bonita" traz Madonna em aparente conflito num apartamento em um bairro latino, cabelos curtos e castanhos, muitas velas e orações até que no fim Madonna surge vestida de "espanhola", feliz, e sai dançando pela rua. O percussionista brasileiro Paulinho da Costa aparece no princípio tocando bongô.
O videoclipe de "La Isla Bonita" foi gravado em Los Angeles e dirigido por Mary Lambert, com quem Madonna colaborou na maioria de suas produções durante a década de 1980, incluindo os vídeos de "Borderline", "Like a Virgin" e "Like a Prayer". O cineasta Benicio del Toro realiza uma participação especial como figurante, interpretando um adolescente sentado sobre um carro na rua. O videoclipe foi lançado em 29 de março de 1987 na MTV, exibindo um grande número de latinos dançando em um bairro hispânico de uma cidade norte-americana, enquanto observados de longe por Madonna. A cantora interpreta duas diferentes personagens: uma simplória jovem católica e uma apaixonada dançarina de flamenco. As personagens são propositalmente opostas durante todo o enredo abordado pelo vídeo. Primeiramente, o vídeo demonstra uma sala mal-decorada com um altar católico e imagens de hispânicos nas paredes. Nesta primeira cena, Madonna interpreta uma jovem católica extremamente religiosa que prefere as preces ao insistente convite dos vizinhos latinos de juntar-se a eles.
A passividade e austeridade desta personagem é contrastada com a vivacidade e paixão da segunda personagem. Madonna, em sua memorável performance, veste um luxuoso vestido vermelho no estilo das dançarinas de flamenco. Complementando seu visual quente, o segundo cenário inclui uma vibrante sala vermelha com luz de velas e candelabros. Enquanto a espiritual e submissa Madonna observa os latinos na rua, uma outra apaixonada Madonna dança intensamente no quarto até unir-se aos demais vizinhos.
Enquanto ambos os cenários sugerem que as duas personagens vivem no bairro hispânico e são provavelmente latinas, a performance de Madonna nas cenas de dança (luxuosa, agitada e colorida) contrasta com os demais latinos nas ruas (modestamente vestidos). Madonna dança e aproxima-se de alguns dos demais personagens, mas não demonstra estar interessada romanticamente por nenhum deles. O vídeo simboliza também a ligação entre a cultura latina e o Catolicismo, uma de suas facetas religiosas. As duas personagens simbolizam um catolicismo recluso e simultaneamente apaixonado e intenso, o que Rettemund considera como a visão religiosa da própria Madonna.

## Apresentações ao vivo

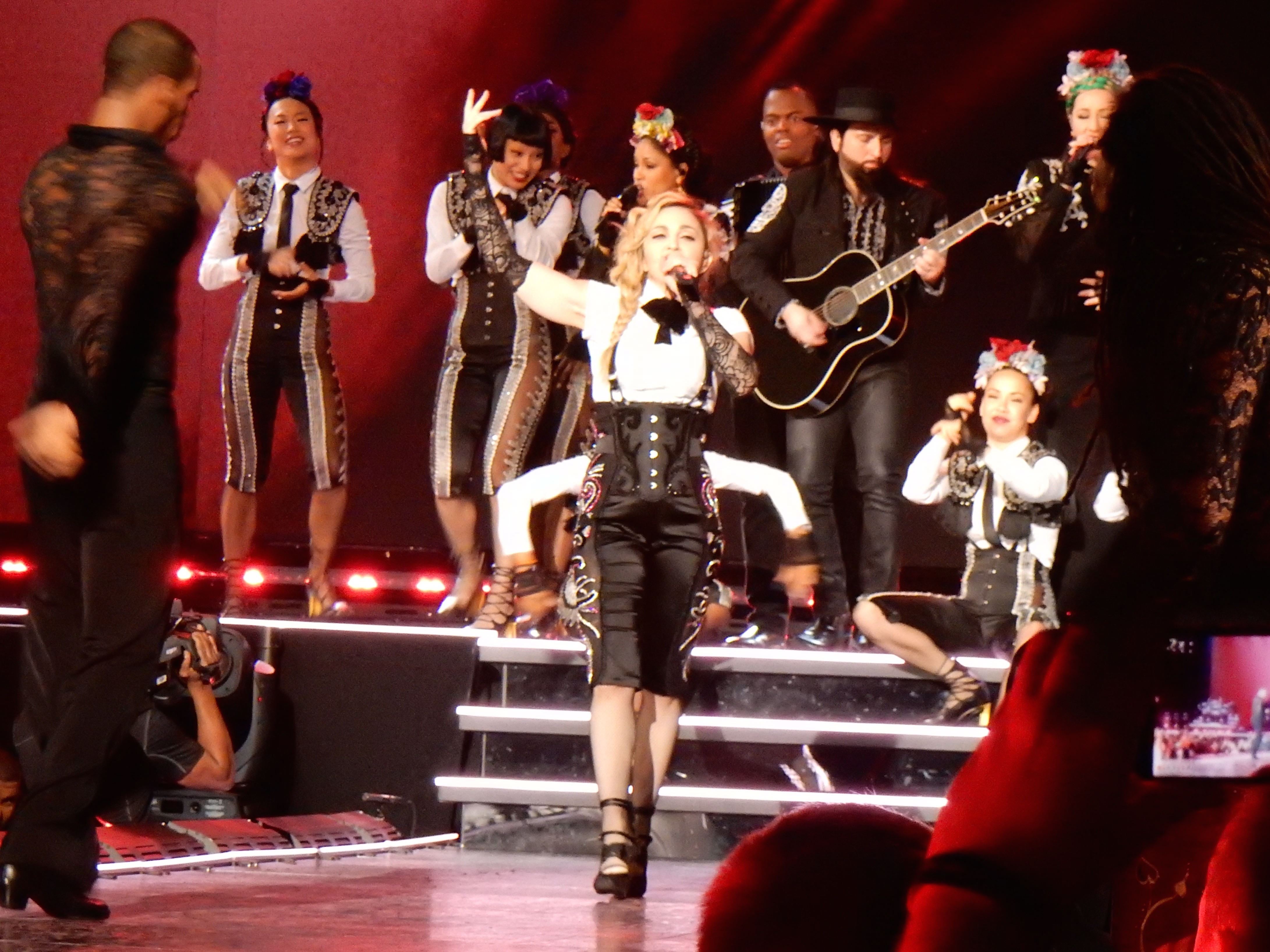
Madonna e seus dançarinos realizando uma versão flamenca de "La Isla Bonita" durante a "La Isla Bonita" durante a Rebel Heart Tour (2015–2016).

Madonna tocou "La Isla Bonita" na maioria de suas turnês mundiais. Na The Girlie Show World Tour, de 1987 , "La Isla Bonita" foi realizada como parte do bis. Madonna apareceu no palco com um vestido vermelho brilhante de flamenco, como o vídeo, e cantou a música, auxiliada pelas cantoras Niki Haris, Donna De Lory e Debra Parson. Também foi incluída uma dança latina com Angel Ferreira. Duas apresentações diferentes da música nesta turnê podem ser encontradas nos vídeos: Who's That Girl: Live in Japan, filmado em Tóquio, Japão, em 22 de junho de 1987, e Ciao Italia: Live from Italy, filmado em Turim, Itália, em 4 de setembro de 1987. Na turnê Girlie Show de 1993, Madonna tocou a música no topo de uma plataforma crescente, depois de "I'm Going Bananas". Ela estava vestida com uma camisa listrada azul e branca, enquanto Haris e De Lory usavam uma roupa semelhante, mas em preto e vermelho. Um dos músicos deu a volta no peito nu tocando violão.
Durante a Drowned World Tour, Madonna performou "La Isla Bonita" durante o segmento do espetáculo dedicado à temática latina, trajando um vestido de inspiração hispânica enquanto tocava violão. A cantora pediu que o pública cantasse "olé ola" entre as estrofes da canção. Na Confessions Tour, Madonna surgiu no palco vestindo um collant de cor azul e foi apoiada por seus bailarinos na metade da canção. Durante o número, o cenário foi moldado como uma ilha paradisíaca conforme descreve a letra da canção.
A canção foi selecionada pela cantora durante sua participação no Live Earth, concerto beneficente realizado no Estádio de Wembley em 2007. Durante a performance, Madonna dividiu os vocais com a banda punk Gogol Bordello, alterando algumas partes da letra original. Foi seu segundo trabalho colaborativo em palco com a banda, após a performance na Confessions Tour em 2006. A canção voltou a integrar o setlist de sua turnê Sticky & Sweet Tour, como parte do segmento de temática cigana do espetáculo, contando com participação da banda Akardy Gips e incluindo ainda um medley com a canção cigana "Lela Pala Tute". Durante a performance, Madonna utilizou um vestido preto e joias rosa florescentes.
"La Isla Bonita" voltou a ser performada durante a mais recente turnê internacional de Madonna, Rebel Heart Tour (2015-16). A cantora contratou uma confecção de Zaragoza para produzir todo o figurino do segmento hispânico do espetáculo, que incluiria um traje de luces e capas de couro para seus dançarinos. O jornalista Jordan Zivitz, do Montreal Gazette, descreveu a performance como "uma das únicas a preservar o mesmo tom da gravação original".

## Apresentações ao vivo e aparições na cultura popular
Antes de Madonna lançar "La Isla Bonita" como single, a cantora holandesa Micaela já havia gravado uma versão cover da música em 1986, chegando ao número 25 nos Países Baixos. Em 1987, uma versão cover da cantora mexicana Byanka alcançou o número 45 na tabela Hot Latin Songs. Em 1990, a cantora brasileira Xuxa Meneghel lançou "É Ou Não é", música qual percebe-se a influência e semelhança com "La Isla Bonita", em seu sexto álbum de estúdio Xuxa 5. A cantora indonésia Elvy Sukaesih, gravou uma versão da música em língua indonésia, intitulada "Laila Bonita", para seu álbum Jangan Kau Pergi (1992). Esta versão foi muito popular na Indonésia e foi realizada por concorrentes de várias competições de canto televisionadas, incluindo Bintang Pantura and D'Academy Asia; o último envolveu seis países do Sudeste Asiático. A cantora pop francesa Alizée tocou "La Isla Bonita" durante suas primeiras turnês promocionais na Europa em 2003. Em 2008, uma nova versão de estúdio foi lançada como uma faixa bônus na edição de turnê de seu terceiro estúdio. álbum, Psychédélices, e tornou-se um dos dez primeiros na tabela mexicana. O músico folclórico psicodélico Jonathan Wilson gravou uma versão cover para a compilação em tributo a Madonna em 2007, Through the Wilderness. Em 1999, a cantora Deetah usou elementos da música em seu single "El Paraíso Rico". A música foi gravada pelo rapper Black Rob, em sua música "Spanish Fly", de 1999 (incluída em seu álbum Life Story), com Black Rob. No refrão da música, Lopez canta a parte que mostra "La Isla Bonita". O rapper Andre Nickatina tocou a música em "Son of an Angel", que é destaque em seu álbum de 2001, Unreleased. Em 2004, o rapper Mase interpolou a faixa em sua música "My Harlem Lullaby".
No episódio "O Pai, o Filho e o Santo Fonz" de  Family Guy, ao discutir Madonna no final, um dos personagens, Peter Griffin, a chama de mentirosa por cantar sobre um lugar inexistente (La Isla Bonita) afirmando que ele não foi possível encontrá-lo em um mapa. A artista americana Britney Spears gravou uma faixa intitulada "Love 2 Love U", que contém amostras de "La Isla Bonita". A faixa vazou em 2 de dezembro de 2011. A música também foi abordada no programa de TV da Fox, Glee, no episódio "The Spanish Teacher", que conta com a estrela convidada Ricky Martin como professora de espanhol em uma escola noturna. Martin cantou a música com Naya Rivera, que interpreta o personagem Santana Lopez. Foi filmado e gravado em janeiro e depois transmitido em fevereiro de 2012. O cover alcançou o número 99 na Billboard Hot 100 dos EUA e o número 93 na tabela Canadian Hot 100.

## Formatos e lista de faixas
O single de "La Isla Bonita" tem apenas duas músicas, um "extended remix" e uma versão instrumental desse mesmo remix, foi lançado à época em todos os formatos disponíveis e anos depois em CD.
| USA 7" Single |                                       |         |  |
| N.º           | Título                                | Duração |  |
| 1.            | "La Isla Bonita (LP Version)"         | 4:01    |  |
| 2.            | "La Isla Bonita (Instrumental Remix)" | 4:20    |  |

| EP japonês "La Isla Bonita Super Mix" |                                        |         |  |
| N.º                                   | Título                                 | Duração |  |
| 1.                                    | ""La Isla Bonita (Extended Remix)""    | 5:28    |  |
| 2.                                    | ""Open Your Heart (Extended Version)"" | 10:38   |  |
| 3.                                    | "Gambler"                              | 3:58    |  |
| 4.                                    | "Crazy For You"                        | 4:12    |  |
| 5.                                    | "La Isla Bonita (Instrumental)"        | 5:21    |  |

## Créditos
- Madonna – letra, produção e vocais
- Bruce Gaitsch – violão e violão acústico
- Patrick Leonard – letra, produção, programação e teclado
- Johnathan Moffett – bateria
- Paulinho da Costa – percussão
- Michael Verdick – mixagem de som

Créditos adaptados das notas principais do álbum.

## Desempenho comercial
"La Isla Bonita" estreou no número 49 e alcançou a posição de número quatro por três semanas consecutivas na tabela da Billboard Hot 100 em maio de 1987. A música foi o segundo single de Madonna a obter número um na tabela Adult Contemporary, após "Live to Tell". Tornou-se o 11º lançamento consecutivo de Madonna entre os cinco primeiros da lista, feito superado apenas pelos Beatles e Elvis Presley. O single também obteve sucesso na tabela Hot Dance Singles Sales, onde alcançou o número um. No Canadá, a música estreou no número 74 da edição de 4 de abril de 1987 e alcançou o topo da tabela em sua décima semana na edição de 6 de junho de 1987, permanecendo na tabela por 25 semanas. Colocou o número 22 na tabela de final de ano da RPM para 1987.
No Reino Unido, "La Isla Bonita" liderou a UK Singles Chart por duas semanas, dando a Madonna seu quarto single número um na tabela. Ela se tornou a artista feminina com o maior número de singles em primeiro lugar na história das paradas britânicas — um recorde que foi mantido por Madonna até hoje. Este desempenho resultou na certificação de prata emitida pela British Phonographic Industry (BPI) pelas vendas superiroes a 250,000 cópias do single. Segundo a Official Charts Company, a música já vendeu 435,000 cópias em solo britânico.
"La Isla Bonita" foi a primeira música número um de Madonna na França, onde passou três semanas no primeiro lugar em julho de 1987. Foi certificado como ouro pelo Syndicat National de l'Édition Phonographique (SNEP) pelas vendas de 500,000 cópias. "La Isla Bonita" continua sendo o single mais vendido de Madonna na França, vendendo mais de 771,000 cópias. Em toda a Europa, tornou-se seu quarto hit número um do True Blue, liderando o Eurochart Hot 100 por três semanas em 1987. A música também alcançou o topo das tabelas na Suíça, Bélgica e Áustria além de alcançar os cinco primeiros na Irlanda, Noruega Países Baixos e Suécia, e os dez primeiros na Espanha.

### Tabelas semanais
| Tabela musical (1986)                 | Melhor posição |
| ------------------------------------- | -------------- |
| Alemanha (GfK Entertainment Charts)   | 1              |
| Austrália (Kent Music Report)         | 6              |
| Áustria (Ö3 Austria Top 40)           | 1              |
| Bélgica (Ultratop 50 de Flandres)     | 3              |
| Canadá (RPM Single Chart)             | 1              |
| Espanha (PROMUSICAE)                  | 8              |
| Estados Unidos (Adult Contemporary)   | 1              |
| Estados Unidos (Billboard Hot 100)    | 4              |
| Estados Unidos (Hot Dance Club Songs) | 10             |
| Europa (European Hot 100 Singles)     | 1              |
| França (SNEP)                         | 1              |
| Islândia (RÚV)                        | 1              |
| Irlanda (IRMA)                        | 2              |
| Noruega (VG-lista)                    | 5              |
| Nova Zelândia (Recorded Music NZ)     | 5              |
| Países Baixos (Dutch Top 40)          | 2              |
| Países Baixos (Single Top 100)        | 3              |
| Reino Unido (UK Singles Chart)        | 1              |
| Suécia (Sverigetopplistan)            | 3              |
| Suíça (Schweizer Hitparade)           | 1              |

| Tabela musical (1986-87)              | Posição |
| ------------------------------------- | ------- |
| Alemanha (GfK Entertainment Charts)   | 2       |
| Austrália (Kent Music Report)         | 58      |
| Áustria (Ö3 Austria Top 40)           | 6       |
| Canadá (RPM)                          | 22      |
| Estados Unidos (Billboard Hot 100)    | 58      |
| Estados Unidos (Adult Contemporary)   | 34      |
| Estados Unidos (Hot Dance Club Songs) | 42      |
| Países Baixos (Single Top 100)        | 13      |
| Suíça (Schweizer Hitparade)           | 2       |
| Reino Unido (UK Singles Chart)        | 17      |

| Região                                         | Certificação | Vendas   |
| ---------------------------------------------- | ------------ | -------- |
| Alemanha (BVMI)                                | Ouro         | 250,000^ |
| França (SNEP)                                  | Ouro         | 771,000  |
| Japão (RIAJ)                                   | Ouro         | 181,290  |
| Reino Unido (BPI)                              | Prata        | 435,000  |
| ^distribuições baseadas apenas na certificação |              |          |